# Azotemie
Azotemie is een wat ouderwets medisch woord voor te veel stikstofverbindingen in het bloed, meestal door nierfalen. (Azote is Frans voor stikstof). De stikstof is gebonden in de vorm van ureum. Is de aandoening het gevolg van leverfalen dan komt er ammoniak in het bloed.
Het hebben van azotemie maakt contrastonderzoeken waarbij niet organisch gebonden jodium gebruikt wordt riskanter.